# Cantons de Meurthe i Mosel·la
Els Cantons de Meurthe i Mosel·la (Gran Est) són 44 i s'agrupen en quatre districtes:
- Districte de Briey (10 cantons - sotsprefectura: Briey) :
cantó d'Audun-le-Roman - cantó de Briey - cantó de Chambley-Bussières - cantó de Conflans-en-Jarnisy - cantó d'Herserange - cantó d'Homécourt - cantó de Longuyon - cantó de Longwy - cantó de Mont-Saint-Martin - cantó de Villerupt

- Districte de Lunéville (9 cantons - sotsprefectura: Lunéville) :
cantó d'Arracourt - cantó de Baccarat - cantó de Badonviller - cantó de Bayon - cantó de Blâmont - cantó de Cirey-sur-Vezouze - cantó de Gerbéviller - cantó de Lunéville-Nord - cantó de Lunéville-Sud

- Districte de Nancy (20 cantons - prefectura: Nancy) :
cantó de Dieulouard - cantó d'Haroué - cantó de Jarville-la-Malgrange - cantó de Laxou - cantó de Malzéville - cantó de Nancy-Est - cantó de Nancy-Nord - cantó de Nancy-Oest - cantó de Nancy-Sud - cantó de Neuves-Maisons - cantó de Nomeny - cantó de Pompey - cantó de Pont-à-Mousson - cantó de Saint-Max - cantó de Saint-Nicolas-de-Port - cantó de Seichamps - cantó de Tomblaine - cantó de Vandœuvre-lès-Nancy-Est - cantó de Vandœuvre-lès-Nancy-Oest - cantó de Vézelise

- Districte de Toul (5 cantons - sotsprefectura: Toul) :
cantó de Colombey-les-Belles - cantó de Domèvre-en-Haye - cantó de Thiaucourt-Regniéville - cantó de Toul-Nord - cantó de Toul-Sud